# 마르틴 마르쿨레타
마르틴 마르쿨레타 바르베리아(스페인어: Martín Marculeta Barbería; 1907년 9월 24일, 바스크 주 산 세바스티안 ~ 1984년 11월 19일, 바스크 주 산 세바스티안)는 스페인의 전 축구 선수이다. 그는 현역 시절 레알 소시에다드(1924-1934)와 아틀레티코 마드리드(1934-1936)에서 활약하였고, 스페인 국가대표팀 경기에 15번 출전하여 7-1 대승을 거둔 멕시코와의 경기에서 1골을 기록했으며, 올림픽 한 번 1934 월드컵에 참가했다.

## 1928 암스테르담 올림픽
그는 1928 암스테르담 올림픽에 축구 국가대표로 참가했었다.